# Leon Redbone

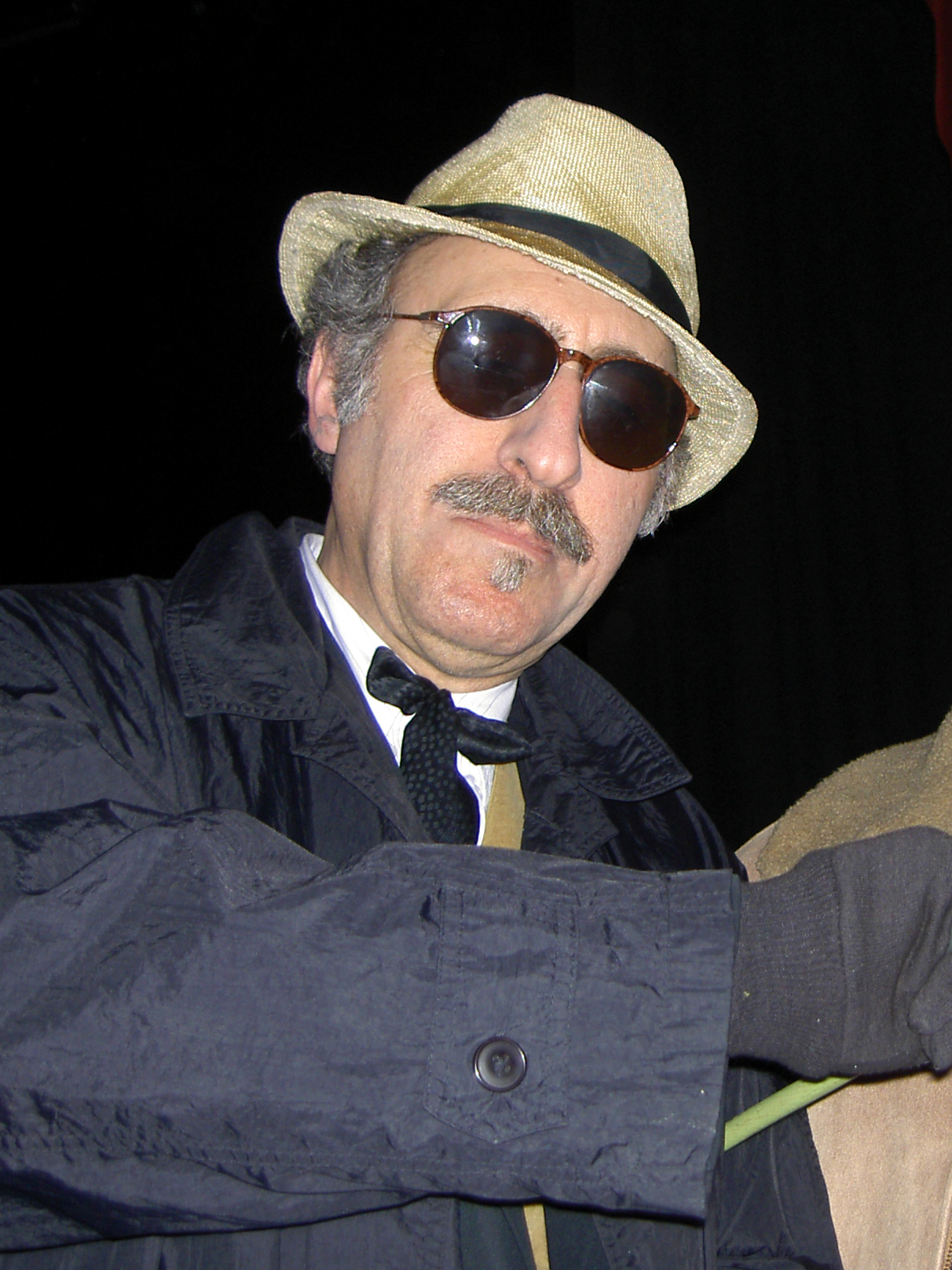
Leon Redbone, circa 2006.

Dickran Gobalian, artiestennaam Leon Redbone (Nicosia op Cyprus, 26 augustus 1949 – New Hope, 30 mei 2019) was een Canadese singer-songwriter en gitarist die jazz- en bluesstandards en Tin Pan Alleyklassiekers bracht. Hij trad sinds de jaren zeventig op als iemand uit de vaudevilletijd, altijd met een goatee en een donkere zonnebril, een panamahoed op en gekleed in een pak met een zwarte stropdas.

## Cyprus, Philadelphia?
Over zijn herkomst bestaat onduidelijkheid, en Redbone heeft over zijn verleden altijd mysterieus gedaan. Volgens een artikel in de Toronto Star in de jaren tachtig kwam Gobalian midden jaren zestig vanuit Cyprus naar Canada en maakte hij van de regels van Ontario's Change of Name Act gebruik om zich een nieuwe identiteit aan te meten, met een nieuwe naam. Een artikel over jazzproducer John Hammond uit 1973 in het Canadese jazzblad Coda zegt dat Redbone uit Philadelphia afkomstig was en naar Toronto was verhuisd, waar hij zijn muzikale loopbaan begon. Hij trad er op in folkclubs en op folkfestivals. Bob Dylan zag hem op het Mariposa Folk Festival in Ontario en was zo onder de indruk dat hij Redbone noemde in een interview met het blad Rolling Stone. Volgens het artikel was Redbone zo authentiek dat je de ruis en krassen van een 78 toerenplaat kon horen. Ongeveer een jaar later kreeg de zanger een contract bij Warner Brothers, en in 1975 verscheen zijn eerste album. Tot 2014 volgden er nog vijftien, waaronder vier livealbums. Onder zijn fans heeft Redbone een zekere cultstatus, maar ook bij een groter publiek werd hij bekend, dankzij zijn optredens in de tv-show Saturday Night Live. De eerste keer verscheen de 'crooner' hier in 1976, de laatste keer in 1983. In de jaren tachtig en negentig was hij ook dikwijls te gast in de Tonight Show van Johnny Carson.

## Optredens
De Toronto Star over de verschijning van Redbone: "In addition to the elegant goatee, the ever-present white fedora or Panama (depending on the season), the impenetrable shades and the sartorial trimmings of a well-heeled, between-the-wars Southern gentleman of leisure, the Redbone schtick relies on bemused detachment, a soupçon of ennui and a rather well-worn mystery".
De optredens van Redbone bevatten ook komische elementen. De zanger, die ook banjo, mondharmonica en piano speelde, werkte met zijn mimiek, bijvoorbeeld door zijn wenkbrauwen op te trekken. In het lied I Ain't Got Nobody, Nobody Cares for Me deed hij alsof hij dronken was. Ook beweerde hij wel de componist te zijn van liedjes die van voor zijn geboorte dateerden. 
In 1979 overleefde Redbone een ongeluk met een klein vliegtuig in Clarksburg (West Virginia). De zanger-gitarist vloog dan ook niet meer, maar ging per auto naar zijn optredens. Als reden gaf hij ook aan dat hij zoveel ongebruikelijke dingen met zich meenam dat het tot problemen zou leiden bij het veiligheidspersoneel van luchthavens.

## Televisie, films, commercials
Redbone zong de 'themesongs' voor de Amerikaanse sitcoms Mr. Belvedere (1985-1990) en Harry and the Hendersons (1991-1993). Hij speelde een rol in de film Candy Mountain (1988) en verscheen regelmatig in de tv-poppenshow Between the Lions, die van 2000 tot 2010 werd uitgezonden. Hij was stemacteur voor Leon the Snowman in de film Elf (2003) en zong voor de aftiteling van deze film met Zooey Deschanel het romantische kerstlied Baby, It's Cold Outside. Voor zijn album Christmas Island (1987) zong hij met Dr. John het nummer Frosty the Snowman. Redbone was verder actief op het gebied van reclame: hij verscheen in tv-commercials van onder andere Budweiser, Chevrolet en InterCity (British Rail) en gaf zijn stem aan een cartoonfiguur van hemzelf in een commercial van Ken-L Ration. Als stripfiguur verscheen hij in Mister Boffo en The Far Side.

## Einde optredens en opnames
Op 19 mei 2015 kwam op Redbones website de mededeling dat hij niet meer zou optreden of opnemen, omdat zijn gezondheid al een tijdje "een reden tot zorg" was. Hij overleed in 2019 op 69-jarige leeftijd, maar volgens het officiële overlijdensbericht was hij 127 jaar oud geworden.

## Discografie
Studioalbums
- On the Track, 1975
- Double Time, 1977
- Champaign Charlie, 1978
- From Branch to Branch, 1981
- Red to Blue, 1985
- Christmas Island, 1987
- No Regrets, 1988
- Sugar, 1990
- Up a Lazy River, 1992
- Whistling in the Wind, 1994
- Any Time, 2001
- Flying By, 2014
- Long Way from Home: Early Recordings, 2016

Livealbums
- Leon Redbone Live, 1985 (verkorte versie: Live!, 1994)
- Live & Kickin', 1999
- Live – October 26, 1992: The Olympia Theater, Paris, France, 2005
- Strings and Jokes (Live in Bremen 1977), 2018